# Улан-Удэнский городской совет депутатов
Улан-Удэнский городской совет депутатов - является представительным органом местного самоуправления города Улан-Удэ, обладающим правом законодательной инициативы республиканского уровня.Совет представляет собой коллегиальный орган, состоящий из 30 депутатов, избираемых населением по одномандатным избирательным округам.

## История
Современная система местного самоуправления в Улан-Удэ была заложена в 1995 году, когда прошли выборы I созыва местных Советов. Количество избирательных округов было сокращено с 258 до 22, а число депутатов — с 250 до 22.
За период работы депутатов I созыва (1995-1999) были достигнуты важные результаты:
- Принят Устав (Конституция) города Улан-Удэ, зарегистрированный 13 марта 1997 года
- Утверждены герб, флаг и гимн города Улан-Удэ
- Приняты важные социальные программы в сфере образования и молодежной политики

В настоящее время городской Совет работает в рамках седьмого созыва (2024-2029). Депутаты продолжают традиции предыдущих созывов, включая проведение открытых пресс-конференций после каждой сессии — практику, которая была введена именно в шестом созыве.

## Структура и руководство
Председатель Улан-Удэнского городского Совета депутатов — Чимит Валерьевич Бальжинимаев, избранный депутатами седьмого созыва в сентябре 2024 года. Бальжинимаев возглавляет городской совет уже не первый срок — он был переизбран на эту должность, получив поддержку 28 депутатов из 30.
Как представительный орган местного самоуправления, Улан-Удэнский городской Совет депутатов осуществляет следующие основные полномочия:
- Принятие Устава города и внесение в него изменений
- Утверждение местного бюджета и отчета о его исполнении
- Установление, изменение и отмена местных налогов и сборов
- Принятие планов и программ развития города
- Контроль за деятельностью органов местного самоуправления
- Решение вопросов местного значения